# Дора ди Рем
Дора ди Рем (на италиански: Dora di Rhêmes), Доар дьо Рем (на френски: Doire de Rhêmes) е поток, който минава през долината Рем в италианския регион Вале д'Аоста. Той е приток на потока Савара - приток на река Дора Балтеа.

## Маршрут
Дора ди Рем извира на около 2700 m надморска височина от поредица малки потоци, идващи от ледниците Лавасе (Lavassey), Дю Фон (Du Fond), Сош (Sauches) и Тзантелейна (Tsanteleina) в местността, известна като Source de la Doire (от френски „Източник на Дора“). Следователно значителна част от водосборния му басейн се състои от ледници (12,7 km² или почти 10% от общата сума), макар че това е във фазата на отстъпване.
Потокът тече почти направо на север през общините Рем Нотър Дам, Рем Сен Жорж и Ентро, и след това се влива в Савара недалеч от село Вилньов.
Във Вилньов, в местността Шампан, има ВЕЦ Champagne 1, която използва неговите води.